# Гримс (окръг, Тексас)
Окръг Гримс (на английски: Grimes County) е окръг в щата Тексас, Съединени американски щати. Площта му е 2075 km², а населението - 23 552 души (2000). Административен център е град Андерсън.